# Lebedenco
Lebedenco è un comune della Moldavia situato nel distretto di Cahul di 2.488 abitanti al censimento del 2004.
Fino al 1944 era noto come Crihana Nouă.

## Località
Il comune è formato dall'insieme delle seguenti località: (popolazione 2004)
- Lebedenco (796 abitanti)
- Hutulu (429 abitanti)
- Ursoaia (1.263 abitanti)